# Polybolos

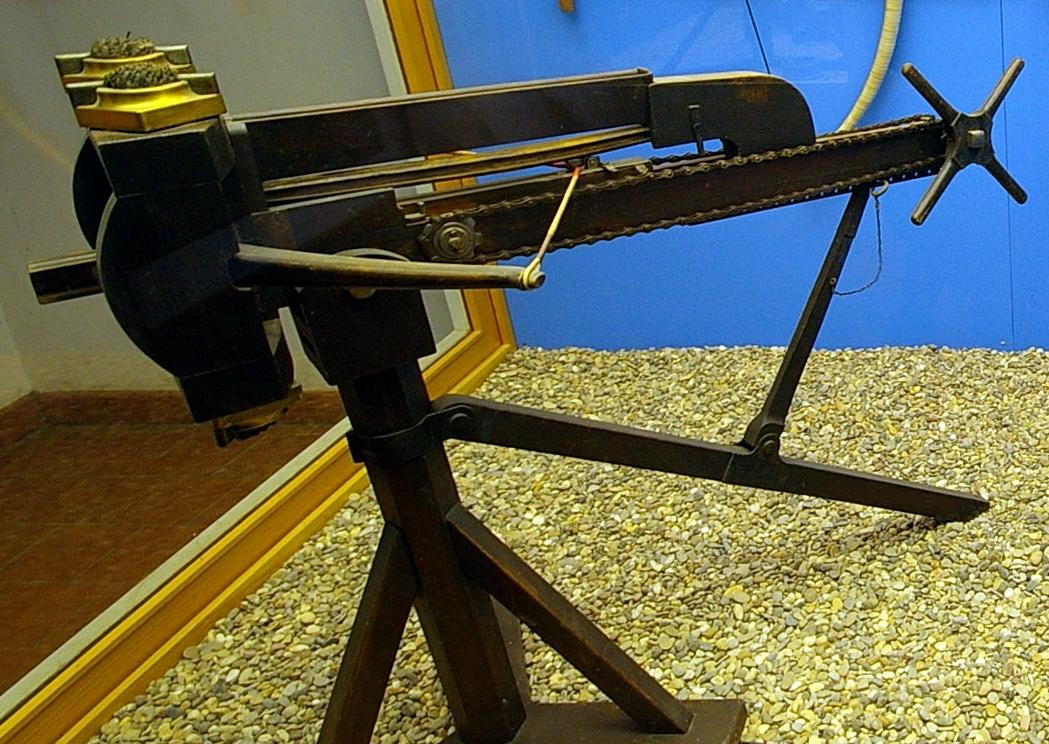
Replica van een polybolos.

De Polybolos (Latijn, uit het Griekse ballistēs "gooien") is een semiautomatische ballista, een wapen dat lijkt op een grote kruisboog, bedoeld om zware pijlen af te schieten.
De oxybeles, een Griekse voorloper van de Romeinse ballista, werd mogelijk al rond 400 v.Chr. gebruikt door Dionysius I van Syracuse. De polybolos wordt in de 3e eeuw v.Chr. beschreven door Philon van Byzantium en zou door de Grieken en later de Romeinen zijn gebruikt. Er zijn nooit resten van een dergelijke machine gevonden, dus hier bestaat geen zekerheid over. Het BBC-programma "What did the Romans ever do for us?" uit 2000 liet een dergelijk apparaat bouwen. Men ontdekte dat een polybolos elf pijlen per minuut kan afschieten, vier keer zoveel als een standaard-ballista.